# Neobična zubić vila
Neobična zubić vila, argentinsko-španjolski film.
Maštovita i neočekivana verzija priče o Zubić vili. 
Lucija je zaigrano dijete koje u maloj kućnoj nezgodi izgubi mliječni zub. Tata Santiago, nezaposleni kuhar, i mama Pilar, uspješna arhitektica, tješe je pričom da će Zubić vila doći po noći i zamijeniti zub za novčić. Ali niti oni ne znaju da je znak za uzbunu već dan. Mali miš koji je uočio situaciju javio je drugom mišu koji je javio sljedećem koji je javio sljedećem i tako sve do Pereza, koji bi trebao doći po Lucijin zub. Ali ono što je trebao biti rutinski posao pokazat će se opasnim kada Perez i njegov brod bivaju oteti. Ali Lucija kreće u akciju spašavanja... 

## Uloge
| Ime                     | Španjolska verzija  | Hrvatska verzija  |
| ----------------------- | ------------------- | ----------------- |
| Zubić Vila              | Alejandro Awada     | Ivica Zadro       |
| Lucija                  | Delfina Varni       | Buga Marija Šimić |
| Robert                  | Nicolas Torcanowsky | Filip Grladinović |
| Sandi                   | Fabián Mazzei       | Hrvoje Klobučar   |
| Paola                   | Ana María Orozco    | Sanja Marin       |
| Zapovjednik Šuga        | Mariano Chiesa      | Sven Medvešek     |
| Justo Amancio Morientes | Joe Rígoli          | Otokar Levaj      |
| Pipo                    | Diego Gentile       | Janko Rakoš       |

Ostali glasovi:
- Marinko Prga
- Helena Buljan
- Nada Abrus
- Žarko Savić
- Dražen Bratulić
- Robert Ugrina
- Mima Karaula
- Magdalena Mihovec
- Mateja Mihovec
- Slavica Knežević
- Jasna Palić-Picukarić
- Ranko Tihomirović
- Jadranka Krajina
- Vanja Kosta
- Mislav Smolčić
- Marta Juričić
- Ivan Mihovec
- Ambrozije Puškarić

- Prijevod i adaptacija: Ivanka Aničić
- Režija dijaloga: Ivana Vlkov Wagner
- Tonska sinkronizacija: AVC studio
- Asistentica postprodukcije: Žana Lončarić
- Tonski snimatelj: Damir Keliš
- Re-recording mixer: Bojan Kondres
- Dolby Digital mastering: GAMA studio
- Obrada i produkcija: Duplicato Media d.o.o.

## Vanjske poveznice
- Neobična zubić vila (El ratón Pérez _ The Hairy Tooth Fairy, 2006), MojTV

- El Ratón Pérez / The Hairy Tooth Fairy (2008.)  Arhivirana inačica izvorne stranice od 8. siječnja 2019. (Wayback Machine), Filmski.net